# Cizay-la-Madeleine
Cizay-la-Madeleine è un comune francese di 483 abitanti situato nel dipartimento del Maine e Loira nella regione dei Paesi della Loira.

## Società

### Evoluzione demografica
Abitanti censiti